# Ono Shinobu
Ono Shinobu (大野 忍, sinh ngày 23 tháng 1 năm 1984) là một cầu thủ bóng đá nữ người Nhật Bản.

## Đội tuyển bóng đá nữ quốc gia Nhật Bản
Ono Shinobu thi đấu cho đội tuyển bóng đá nữ quốc gia Nhật Bản từ năm 2003 đến 2016.

## Thống kê sự nghiệp
| Nhật Bản  | Nhật Bản | Nhật Bản |
| Năm       | Trận     | Bàn      |
| --------- | -------- | -------- |
| 2003      | 5        | 2        |
| 2004      | 1        | 3        |
| 2005      | 7        | 1        |
| 2006      | 16       | 4        |
| 2007      | 17       | 8        |
| 2008      | 19       | 7        |
| 2009      | 3        | 2        |
| 2010      | 12       | 6        |
| 2011      | 17       | 3        |
| 2012      | 15       | 2        |
| 2013      | 7        | 1        |
| 2014      | 6        | 0        |
| 2015      | 12       | 0        |
| 2016      | 2        | 1        |
| Tổng cộng | 139      | 40       |

| #  | Ngày                 | Địa điểm                                                                     | Đối thủ           | Bàn thắng | Kết quả | Giải đấu                              |
| -- | -------------------- | ---------------------------------------------------------------------------- | ----------------- | --------- | ------- | ------------------------------------- |
| 1  | 19 tháng 3 năm 2003  | Băng Cốc, Thái Lan                                                           | Thái Lan          | ?–?       | 9–0     | Giao hữu                              |
| 2  | 19 tháng 3 năm 2003  | Băng Cốc, Thái Lan                                                           | Thái Lan          | ?–?       | 9–0     | Giao hữu                              |
| 3  | 18 tháng 12 năm 2004 | Sân vận động bóng đá Nishigaoka, Tokyo, Nhật Bản                             | Đài Bắc Trung Hoa | 3–0       | 11–0    | Giao hữu                              |
| 4  | 18 tháng 12 năm 2004 | Sân vận động bóng đá Nishigaoka, Tokyo, Nhật Bản                             | Đài Bắc Trung Hoa | 5–0       | 11–0    | Giao hữu                              |
| 5  | 18 tháng 12 năm 2004 | Sân vận động bóng đá Nishigaoka, Tokyo, Nhật Bản                             | Đài Bắc Trung Hoa | 8–0       | 11–0    | Giao hữu                              |
| 6  | 23 tháng 7 năm 2005  | Sân vận động bóng đá Nishigaoka, Tokyo, Nhật Bản                             | Úc                | 2–2       | 4–2     | Giao hữu                              |
| 7  | 19 tháng 7 năm 2006  | Sân vận động Hindmarsh, Adelaide, Úc                                         | Đài Bắc Trung Hoa | 1–0       | 11–1    | Cúp bóng đá nữ châu Á 2006            |
| 8  | 19 tháng 11 năm 2006 | Fukuda Denshi Arena, Chiba, Nhật Bản                                         | Úc                | 1–0       | 1–0     | Giao hữu                              |
| 9  | 23 tháng 11 năm 2006 | Wildparkstadion, Karlsruhe, Đức                                              | Đức               | 1–3       | 3–6     | Giao hữu                              |
| 10 | 4 tháng 12 năm 2006  | Sân vận động Al-Gharafa, Doha, Qatar                                         | Thái Lan          | 2–0       | 4–0     | Đại hội Thể thao châu Á 2006          |
| 11 | 9 tháng 2 năm 2007   | Sân vận động Makario, Nicosia, Cộng hòa Síp                                  | Na Uy             | 1–0       | 1–0     | Giao hữu                              |
| 12 | 15 tháng 4 năm 2007  | Sân vận động Thể thao Quân đội Thái Lan, Băng Cốc, Thái Lan                  | Thái Lan          | 3–0       | 4–0     | Vòng loại Thế vận hội Mùa hè 2008     |
| 13 | 15 tháng 4 năm 2007  | Sân vận động Thể thao Quân đội Thái Lan, Băng Cốc, Thái Lan                  | Thái Lan          | 4–0       | 4–0     | Vòng loại Thế vận hội Mùa hè 2008     |
| 14 | 3 tháng 6 năm 2007   | Sân vận động Olympic Quốc gia, Tokyo, Nhật Bản                               | Hàn Quốc          | 2–0       | 6–1     | Vòng loại Thế vận hội Mùa hè 2008     |
| 15 | 10 tháng 6 năm 2007  | Sân vận động Bucheon, Bucheon, Hàn Quốc                                      | Hàn Quốc          | 1–1       | 2–2     | Vòng loại Thế vận hội Mùa hè 2008     |
| 16 | 4 tháng 8 năm 2007   | Sân vận động Lạch Tray, Hải Phòng, Việt Nam                                  | Việt Nam          | 3–0       | 8–0     | Vòng loại Thế vận hội Mùa hè 2008     |
| 17 | 4 tháng 8 năm 2007   | Sân vận động Lạch Tray, Hải Phòng, Việt Nam                                  | Việt Nam          | 5–0       | 8–0     | Vòng loại Thế vận hội Mùa hè 2008     |
| 18 | 12 tháng 8 năm 2007  | Sân vận động Olympic Quốc gia, Tokyo, Nhật Bản                               | Thái Lan          | 1–0       | 5–0     | Vòng loại Thế vận hội Mùa hè 2008     |
| 19 | 21 tháng 2 năm 2008  | Sân vận động Vĩnh Xuyên, Trùng Khánh, Trung Quốc                             | Hàn Quốc          | 2–0       | 2–0     | Giải vô địch bóng đá nữ Đông Á 2008   |
| 20 | 24 tháng 2 năm 2008  | Sân vận động Vĩnh Xuyên, Trùng Khánh, Trung Quốc                             | Trung Quốc        | 1–0       | 3–0     | Giải vô địch bóng đá nữ Đông Á 2008   |
| 21 | 24 tháng 2 năm 2008  | Sân vận động Vĩnh Xuyên, Trùng Khánh, Trung Quốc                             | Trung Quốc        | 2–0       | 3–0     | Giải vô địch bóng đá nữ Đông Á 2008   |
| 22 | 10 tháng 3 năm 2008  | Sân vận động Dasaki, Achna, Cộng hòa Síp                                     | Nga               | 2–1       | 3–1     | Cúp Síp 2008                          |
| 23 | 29 tháng 7 năm 2008  | Sân vận động Olympic Quốc gia, Tokyo, Nhật Bản                               | Argentina         | 1–0       | 2–0     | Giao hữu                              |
| 24 | 12 tháng 8 năm 2008  | Sân vận động Thượng Hải, Thượng Hải, Trung Quốc                              | Na Uy             | 3–1       | 5–1     | Thế vận hội Mùa hè 2008               |
| 25 | 18 tháng 8 năm 2008  | Sân vận động Công nhân, Bắc Kinh, Trung Quốc                                 | Đức               | 1–0       | 2–4     | Thế vận hội Mùa hè 2008               |
| 26 | 1 tháng 8 năm 2009   | Montargis, Pháp                                                              | Pháp              | 1–0       | 4–0     | Giao hữu                              |
| 27 | 14 tháng 11 năm 2009 | Sân vận động Urawa Komaba, Saitama, Nhật Bản                                 | New Zealand       | 2–0       | 2–1     | Giao hữu                              |
| 28 | 13 tháng 2 năm 2010  | Sân vận động Ajinomoto, Chōfu, Nhật Bản                                      | Hàn Quốc          | 1–0       | 2–1     | Giải vô địch bóng đá nữ Đông Á 2010   |
| 29 | 8 tháng 5 năm 2010   | Sân vận động Matsumoto, Matsumoto, Nhật Bản                                  | México            | 3–0       | 4–0     | Giao hữu                              |
| 30 | 8 tháng 5 năm 2010   | Sân vận động Matsumoto, Matsumoto, Nhật Bản                                  | México            | 4–0       | 4–0     | Giao hữu                              |
| 31 | 11 tháng 5 năm 2010  | Sân vận động Niigata, Niigata, Nhật Bản                                      | México            | 1–0       | 3–0     | Giao hữu                              |
| 32 | 14 tháng 11 năm 2010 | Trung tâm Thể thao Hoàng Phố, Quảng Châu, Trung Quốc                         | Thái Lan          | 2–0       | 4–0     | Đại hội Thể thao châu Á 2010          |
| 33 | 20 tháng 11 năm 2010 | Sân vận động Việt Tú Sơn, Quảng Châu, Trung Quốc                             | Trung Quốc        | 1–0       | 1–0     | Đại hội Thể thao châu Á 2010          |
| 34 | 4 tháng 3 năm 2011   | Lagos, Bồ Đào Nha                                                            | Phần Lan          | 1–0       | 5–0     | Cúp Algarve 2011                      |
| 35 | 1 tháng 7 năm 2011   | BayArena, Leverkusen, Đức                                                    | México            | 2–0       | 4–0     | Giải vô địch bóng đá nữ thế giới 2011 |
| 36 | 3 tháng 9 năm 2011   | Sân vận động Trung tâm Thể thao Olympic Tế Nam, Tế Nam, Trung Quốc           | Hàn Quốc          | 2–1       | 2–1     | Vòng loại Thế vận hội Mùa hè 2012     |
| 37 | 2 tháng 3 năm 2012   | Parchal, Bồ Đào Nha                                                          | Đan Mạch          | 2–0       | 2–0     | Cúp Algarve 2012                      |
| 38 | 3 tháng 8 năm 2012   | Sân vận động Thiên niên kỷ, Cardiff, Vương quốc Liên hiệp Anh và Bắc Ireland | Brasil            | 2–0       | 2–0     | Thế vận hội Mùa hè 2012               |
| 39 | 29 tháng 6 năm 2013  | Allianz Arena, München, Đức                                                  | Đức               | 1–1       | 2–4     | Giao hữu                              |
| 40 | 7 tháng 3 năm 2016   | Sân vận động Kincho, Osaka, Nhật Bản                                         | Việt Nam          | 2–1       | 6–1     | Vòng loại Thế vận hội Mùa hè 2016     |